# Probopyrus godaveriensis
Probopyrus godaveriensis är en kräftdjursart som först beskrevs av Goverdhan Lal Chopra 1923.  Probopyrus godaveriensis ingår i släktet Probopyrus och familjen Bopyridae. Inga underarter finns listade i Catalogue of Life.